# Marta Batinović
Marta Batinović (n. Žderić, pe 20 aprilie 1990, în Metković) este o handbalistă de origine croată care joacă pe postul de portar pentru echipa românească de club CS Măgura Cisnădie și echipa națională a Muntenegrului. Anterior ea a jucat pentru SCM Râmnicu Vâlcea și SCM Gloria Buzău

## Palmares
- Liga Campionilor EHF:
  -  Câștigătoare: 2015
  -  Finalistă: 2014
  - Locul 4 (Turneul Final Four): 2016, 2017
  - Sfertfinalistă: 2018, 2020
  - Optimi de finală: 2021
  - Grupe principale: 2009
  - Grupe: 2007, 2008, 2010, 2011, 2012, 2013

- Cupa Cupelor EHF:
  - Semifinalistă: 2008
  - Sfertfinalistă: 2007
  - Optimi de finală: 2013

- Liga Europeană:
  - Turul 3: 2022, 2023

- Campionatul Croației:
  -  Câștigătoare: 2007, 2008, 2009, 2010, 2011, 2012, 2013

- Cupa Croației:
  -  Câștigătoare: 2008, 2009, 2010, 2011, 2012, 2013
  -  Finalistă: 2007

- Campionatul Muntenegrului:
  -  Câștigătoare: 2014, 2015, 2016, 2017, 2018

- Cupa Muntenegrului:
  -  Câștigătoare: 2014, 2015, 2016, 2017, 2018

- Liga Regională:
  -  Câștigătoare: 2014, 2015, 2016

- Liga Națională:
  -  Câștigătoare: 2019
  -  Medalie de bronz: 2021

- Cupa României:
  -  Câștigătoare: 2020, 2021

- Supercupa României:
  -  Câștigătoare: 2020, 2021
  -  Finalistă: 2019

## Distincții individuale
- Handbalista croată a anului: 2015[10]
- Cel mai bun portar în Final4-ul Cupei României: 2020;[11]